# Суперкубок Монголії з футболу 2022
Суперкубок Монголії з футболу 2022  — 12-й розіграш турніру. Матч відбувся 21 серпня 2022 року між чемпіоном Монголії клубом Ерчім та віце-чемпіоном Монголії клубом Улан-Батор.
| Володар Суперкубка Монголії 2022 |
| -------------------------------- |
|                                  |
| Ерчім Дев'ятий титул             |

## Матч

### Деталі
| 21 серпня 2022 13:00 (EEST) |

| Ерчім          | 1:1 пен. 3:2 | Улан-Батор |
| -------------- | ------------ | ---------- |
| Кім Мін Со 73' |              | Гол        |

| Футбольний центр МФФ, Улан-Батор |